# Hagnagora catagrammina
Hagnagora catagrammina är en fjärilsart som beskrevs av Druce 1885. Hagnagora catagrammina ingår i släktet Hagnagora och familjen mätare. Inga underarter finns listade i Catalogue of Life.